# Parabola del fico che germoglia

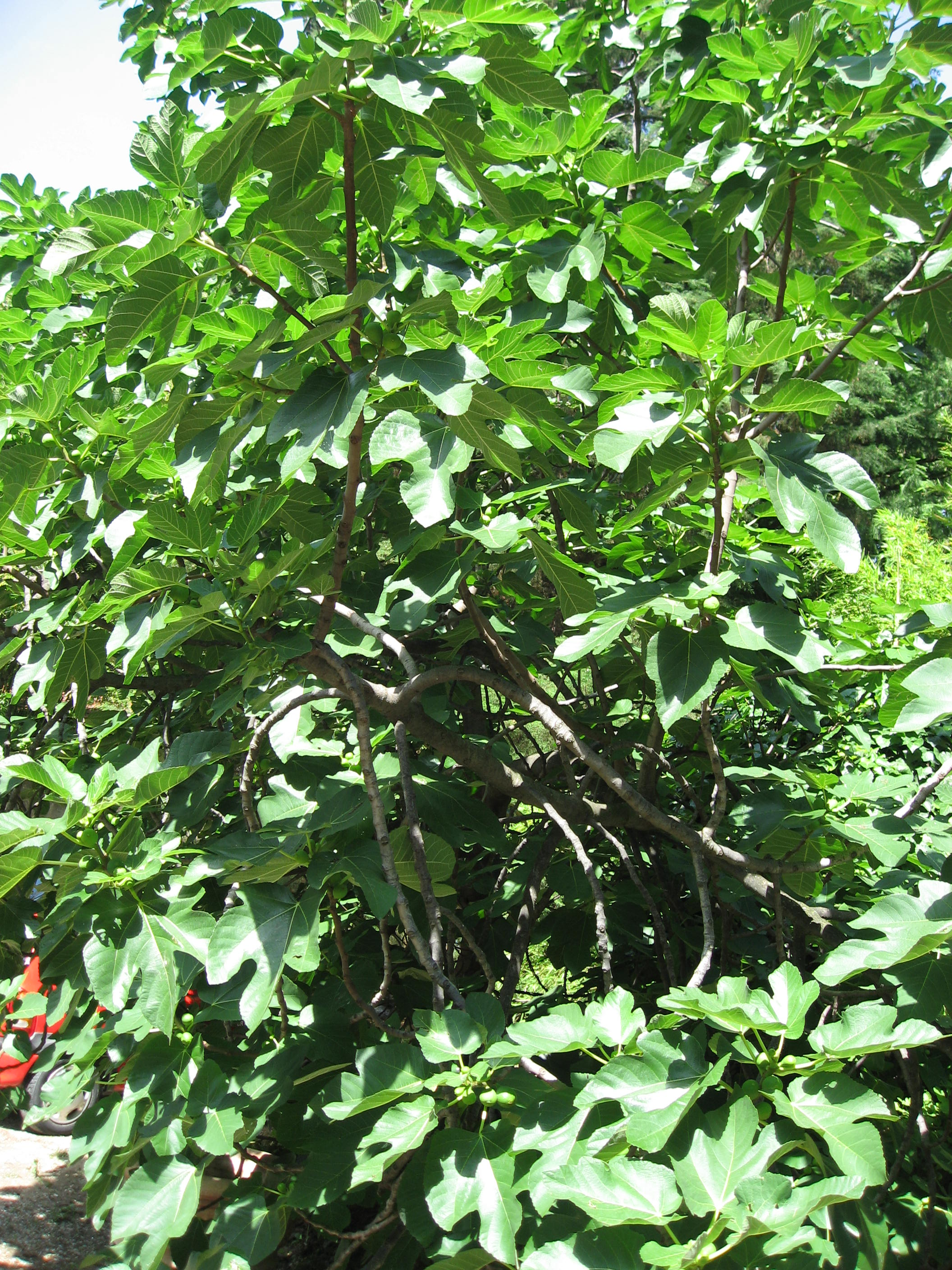
Una pianta di fico

La parabola del fico che germoglia è una parabola di Gesù raccontata nei vangeli di Matteo 24,32-35, Marco 13,28-31, e Luca 21,29-33. Questa parabola, sul regno di Dio, coinvolge la pianta del fico come nella parabola del fico sterile.

## La parabola
Secondo il vangelo di Luca:
(Luca 21,29-33 CEI)

## Interpretazioni
Luca presenta questa parabola con un significato escatologico: le foglie del fico, come già presente n Luca 21,5-28 indicano la venuta del regno di Dio.
Lo studioso e teologo inglese N. T. Wright scrisse: "Già presente nel ministero di Gesù, ed inaugurato nel climax della sua morte e risurrezione, il regno divino verrà reso manifesto nel giro di una generazione, ovvero quando Gesù ed i suoi verranno vendicati dalla distruzione del tempio di Gerusalemme [ad opera dei Romani]."